# Homecoming Queen
Homecoming Queen è il quinto singolo estratto dall'album 3 volte disco di platino degli Hinder, Extreme Behavior.
La canzone parla di una ragazza popolare e bella, con un grande futuro, ma a causa della pressione e delle aspettative da parte di tutti ha intrapreso una vita segnata dalla dipendenza dalle droghe.
Il pezzo presenta una forte somiglianza con Sweet Child o' Mine dei Guns N' Roses.

## Classifiche
Il pezzo ha raggiunto la numero 16 nella Billboard Hot Mainstream Rock Tracks, e ha anche debuttato alla numero 100 nella Canadian Hot 100.